# Lagodias teratodes
Lagodias teratodes är en tvåvingeart som beskrevs av Hermann 1906. Lagodias teratodes ingår i släktet Lagodias och familjen rovflugor.
Artens utbredningsområde är Kenya. Inga underarter finns listade i Catalogue of Life.